# Micropeza brasiliensis
Micropeza brasiliensis är en tvåvingeart som beskrevs av Ignaz Rudolph Schiner 1868. Micropeza brasiliensis ingår i släktet Micropeza och familjen skridflugor. Inga underarter finns listade i Catalogue of Life.